# Modřice
Modřice (en allemand : Mödritz) est une ville du district de Brno-Campagne, dans la région de Moravie-du-Sud, en République tchèque. Sa population s'élevait à 5 656 habitants en 2024.

## Géographie
Modřice se trouve à 8 km au sud du centre de Brno et à 190 km au sud-est de Prague.

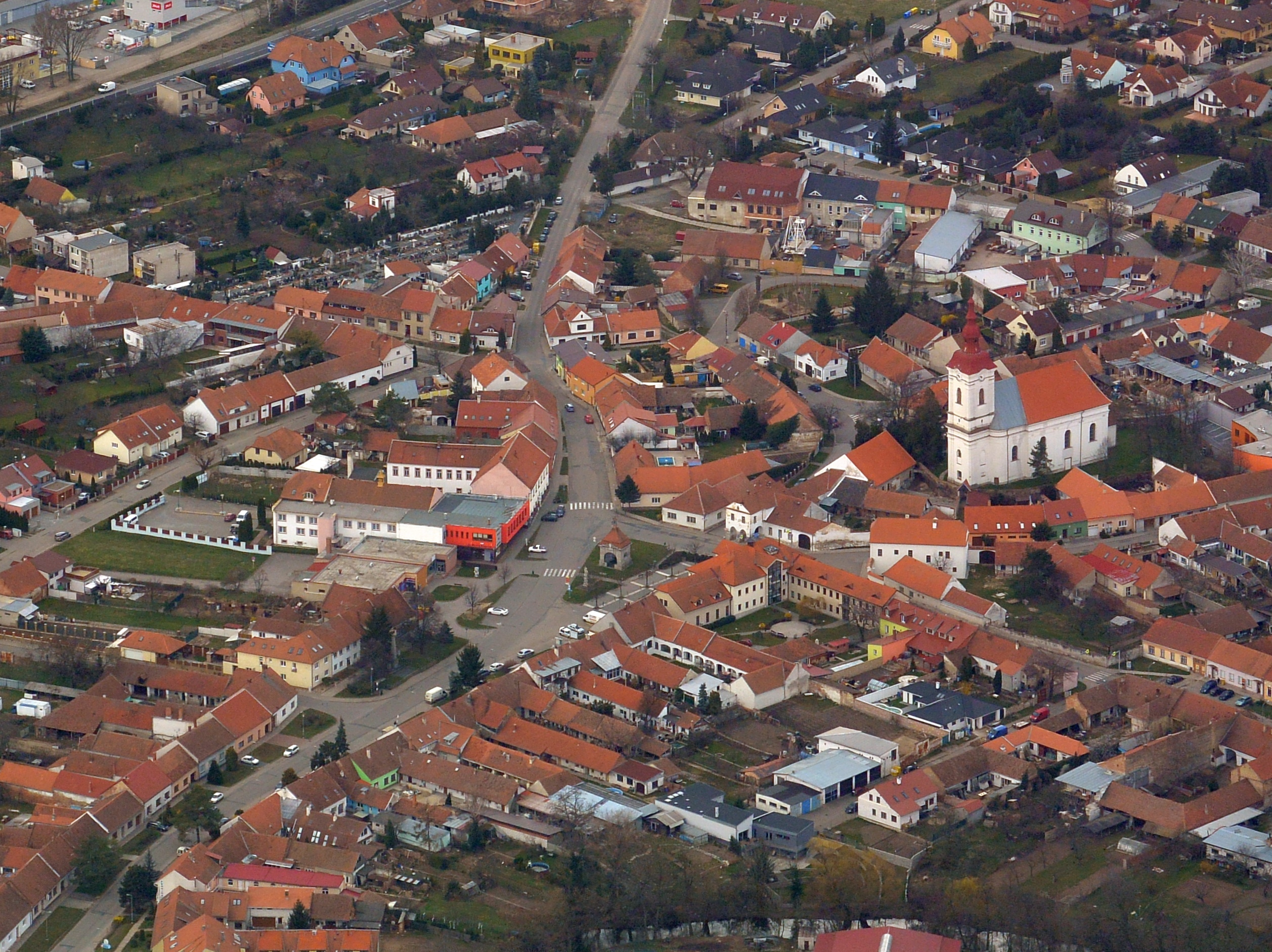
Modřice : vue générale.

La commune est limitée par Moravany au nord, par Brno au nord et à l'est, par Popovice au sud et par Želešice à l'ouest.

## Histoire
La première mention écrite de la localité date de 1141.

## Galerie

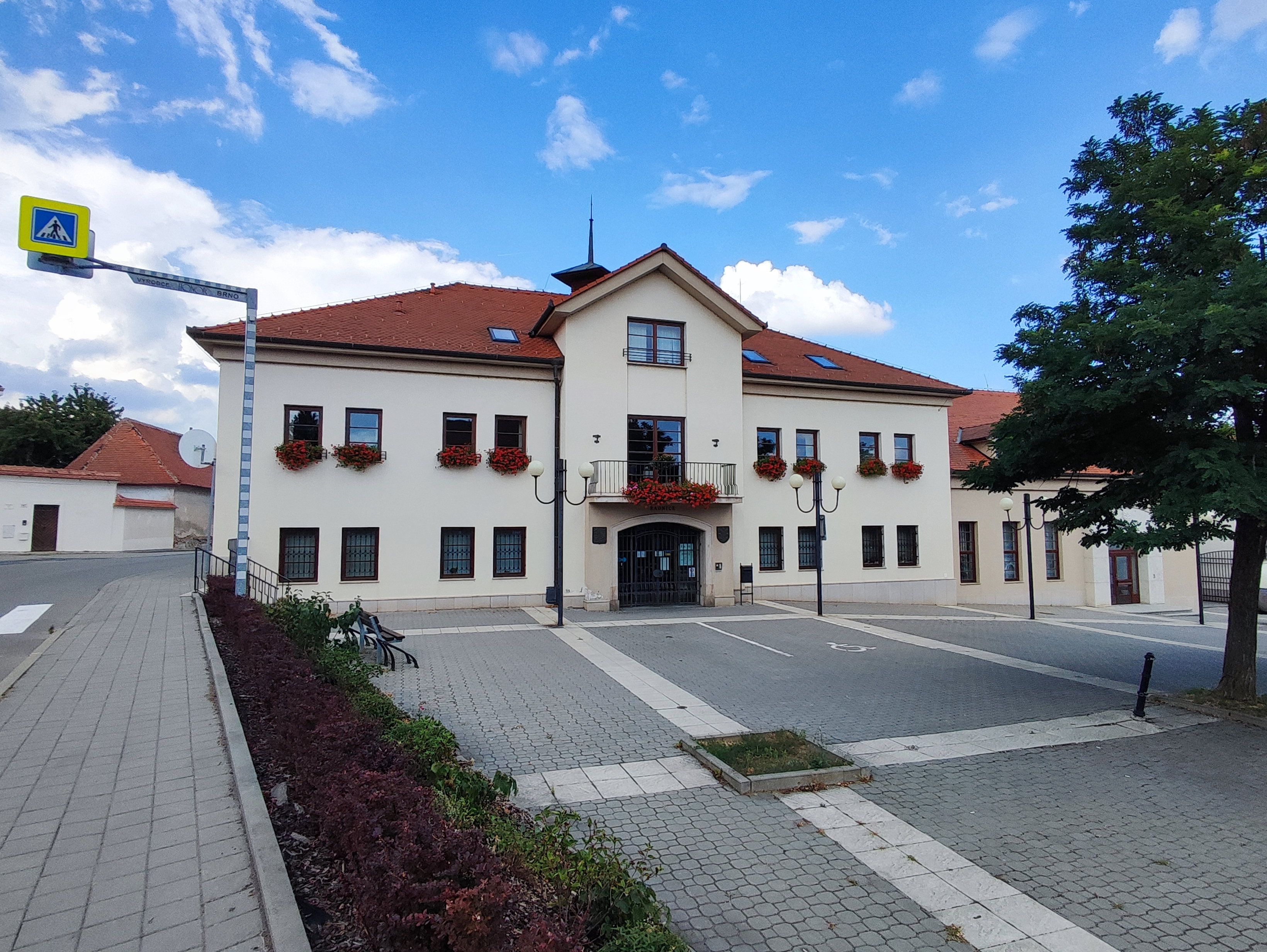
Modřice : hôtel de ville.
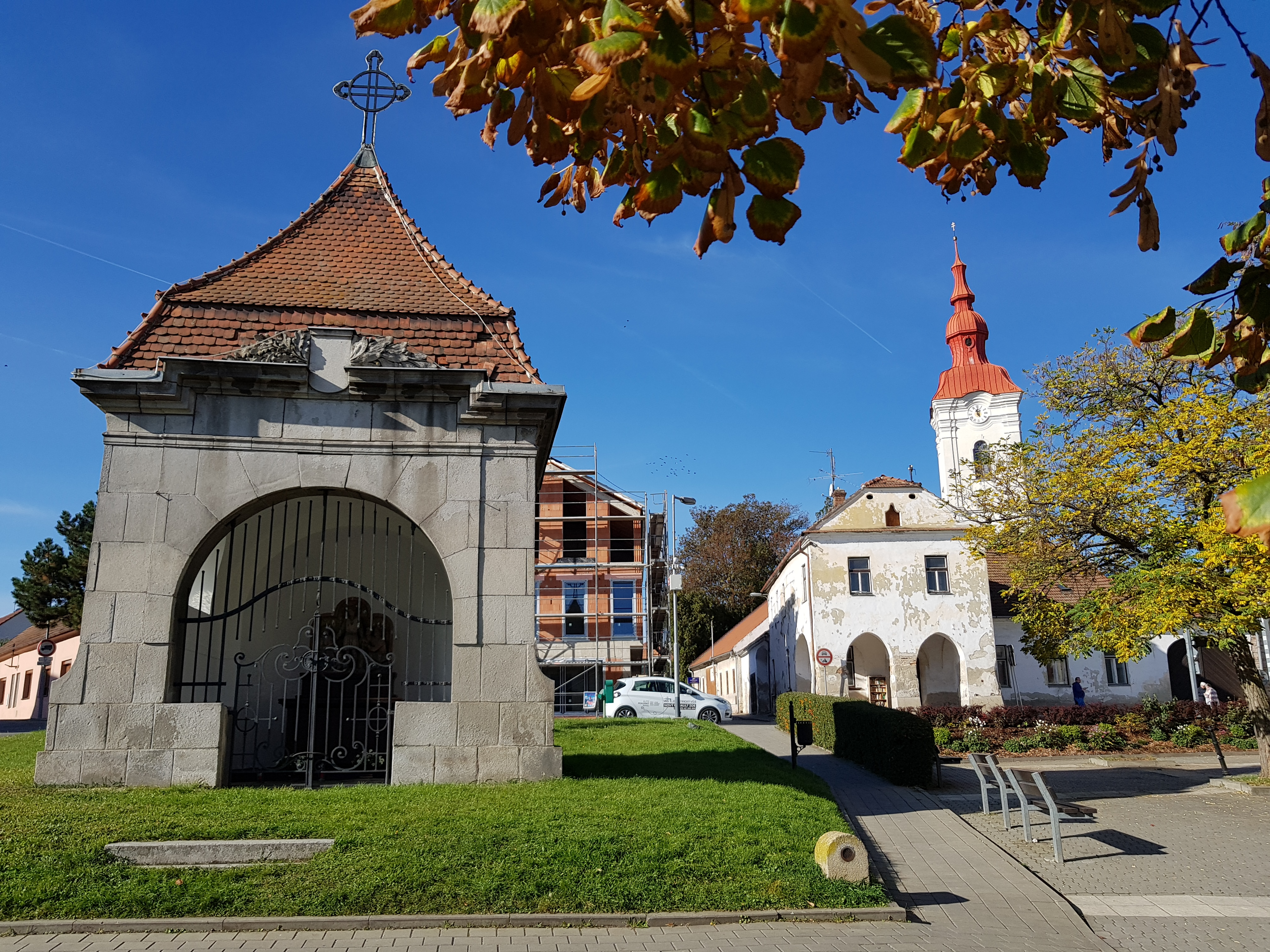
Chapelle Saint-Venceslas.

## Transports
Par la route, Modřice se trouve à 9,5 km du centre de Brno et à 211 km de Prague.

## Personnalités
- Christian Mayer (1719-1783), prêtre jésuite, astronome, philosophe et physicien. est né à Modřice.
- Johann Gunert (1903-1982), poète et essayiste autrichien
- Jeanne d'Modřice (2003), fraîche bachelière et Starbucks barista